# Promozione Trentino-Alto Adige 1982-1983
Nella stagione 1982-1983 la Promozione era sesto livello del calcio italiano (il massimo livello regionale). Qui vi sono le statistiche relative al campionato in Trentino-Alto Adige.
Il campionato è strutturato in vari gironi all'italiana su base regionale, gestiti dai Comitati Regionali di competenza. Promozioni alla categoria superiore e retrocessioni in quella inferiore non erano sempre omogenee; erano quantificate all'inizio del campionato dal Comitato Regionale secondo le direttive stabilite dalla Lega Nazionale Dilettanti, ma flessibili, in relazione al numero delle società retrocesse dal Campionato Interregionale e perciò, a seconda delle varie situazioni regionali, la fine del campionato poteva avere degli spareggi sia di promozione che di retrocessione.

## Squadre partecipanti
| Squadra                         | Città                        |
| ------------------------------- | ---------------------------- |
| U.S. Alense                     | Ala (Italia) (TN)            |
| U.S. Arco                       | Arco (TN)                    |
| U.S. Dolomitica                 | Predazzo (TN)                |
| U.S. Gardolo                    | Trento (TN)                  |
| U.S. Garibaldina                | San Michele all'Adige (TN)   |
| A.S. Laives                     | Laives (BZ)                  |
| U.S. Levico Terme               | Levico Terme (TN)            |
| S.S. Naturn                     | Naturno (BZ)                 |
| U.S. Oltrisarco                 | Bolzano (BZ)                 |
| U.S. Rotaliana                  | Mezzolombardo (TN)           |
| U.S. Rovereto                   | Rovereto (TN)                |
| U.S. Salurn                     | Salorno (BZ)                 |
| A.S.C. Sankt Martin in Passeier | San Martino in Passiria (BZ) |
| U.S. Settaurense                | Storo (TN)                   |
| G.S. Torbole                    | Torbole (TN)                 |
| A.S. Virtus Don Bosco           | Bolzano (BZ)                 |

## Classifica finale
|  | Pos. | Squadra               | Pt | G  | V  | N  | P  | GF | GS | DR  |
|  | ---- | --------------------- | -- | -- | -- | -- | -- | -- | -- | --- |
|  | 1.   | Levico Terme          | 40 | 30 | 15 | 10 | 5  | 44 | 24 | +20 |
|  | 2.   | Garibaldina           | 34 | 30 | 10 | 12 | 8  | 28 | 23 | +5  |
|  | 3.   | Gardolo               | 34 | 30 | 12 | 10 | 8  | 28 | 25 | +3  |
|  | 4.   | Oltrisarco            | 33 | 30 | 12 | 9  | 9  | 38 | 30 | +8  |
|  | 5.   | Sankt Martin Passeier | 33 | 30 | 10 | 13 | 7  | 31 | 26 | +5  |
|  | 6.   | Dolomitica            | 33 | 30 | 13 | 7  | 10 | 42 | 41 | +1  |
|  | 7.   | Arco                  | 31 | 30 | 11 | 9  | 10 | 35 | 29 | +6  |
|  | 8.   | Salorno / Salurn      | 30 | 30 | 7  | 16 | 7  | 43 | 37 | +6  |
|  | 9.   | Laives / Leifers,     | 30 | 30 | 10 | 10 | 10 | 35 | 36 | -1  |
|  | 10.  | Rotaliana             | 30 | 30 | 9  | 12 | 9  | 33 | 34 | -1  |
|  | 11.  | Rovereto              | 29 | 30 | 9  | 11 | 10 | 37 | 33 | +4  |
|  | 12.  | Settaurense           | 29 | 30 | 11 | 7  | 12 | 40 | 44 | -4  |
|  | 13.  | Naturno / Naturns     | 28 | 30 | 9  | 10 | 11 | 30 | 33 | -3  |
|  | 14.  | Torbole               | 24 | 30 | 8  | 8  | 14 | 26 | 39 | -13 |
|  | 15.  | Virtus Don Bosco      | 23 | 30 | 8  | 7  | 15 | 22 | 40 | -18 |
|  | 16.  | Alense                | 19 | 30 | 5  | 9  | 16 | 17 | 35 | -18 |